# NGC 6104
I
NGC 6104是位於星座北冕座的一個棒旋星系。儘管它顯然是一個棒旋（SB(R)Pec），但它在星系型態分類中被歸類為S(R)Pec。它於1787年5月16日被威廉·赫歇爾發現。該星系距離我們約3.88億光年。
在NGC 6104中觀測到兩顆超新星：SN 2002de（Ia，視星等16），和SN 2019svd （Ib/c，視星等19.3）。